# American Dad! (sæson 1)
Den første sæson af tegnefilmserien American Dad! blev sendt første gang fra 6. februar til 19. juni 2005. Sæsonen består af syv episoder og blev sendt på den amerikanske tv-station FOX. Det første afsnit blev sendt lige efter Super Bowl XXXIX og blev set af 15,1 millioner. Sæsonen fik en blandet modtagelse af kritikerne og blev af mange set som en kopi af Family Guy. Det lykkedes dog American Dad! at skabe en platform og et fanbasis der sikrede seriens overlevelse efter de første afsnit.
Afsnittet Homeland Insecurity blev nomineret til en Golden Reel Award.

## Afsnit
| # | Total | Titel                    | Instruktør                 | Forfatter                                    | Første sendedag | Produktions kode |
| --- | ----- | ------------------------ | -------------------------- | -------------------------------------------- | --------------- | ---------------- |
| 1 | 1     | "Pilot"                  | Ron Hughart                | Seth MacFarlane, Mike Barker & Matt Weitzman | 6. februar 2005 | 1AJN01           |
| Stan får Steve valgt som elevrådsformand, så han kan score cheerleaderen Lisa Silva. Steve bliver dog hurtigt magtsyg og despotisk. |       |                          |                            |                                              |                 |                  |
| 2 | 2     | "Threat Levels"          | Brent Woods                | David Zuckerman                              | 1. maj 2005     | 1AJN02           |
| Francine forsøger sig som ejendomsmægler og ender med at tjene mere end Stan. Dette volder store problemer og Stan bliver usikker omkring sin mandighed. |       |                          |                            |                                              |                 |                  |
| 3 | 3     | "Stan Knows Best"        | Pam Cooke                  | Mike Barker & Matt Weitzman                  | 8. maj 2005     | 1AJN03           |
| Hayley flytter sammen med Jeff og får et arbejde som stripper for at trodse Stan, der ikke vil acceptere Jeff eller hendes selvstændighed. Imens forsøger Steve at score piger ved at fremvise Roger som sin forbrændte søster og dermed vinde sympati.            |       |                          |                            |                                              |                 |                  |
| 4 | 4     | "Francine's Flashback"   | Caleb Meurer & Brent Woods | Rick Wiener & Kenny Schwartz                 | 15. maj 2008    | 1AJN05           |
| For at slippe for Francines vrede da Stan endnu engang har glemt deres bryllupsdag, sletter han hendes hukommelse, men uheldigvis ikke kun for det sidste døgn, men for de sidste tyve år. Det er nu op til Stan og familien at få Francine til at huske det hele. |       |                          |                            |                                              |                 |                  |
| 5 | 5     | "Roger Codger"           | Albert Calleros            | Dan Vebber                                   | 5. juni 2005    | 1AJN04           |
| 6 | 6     | "Homeland Insecurity"    | Rodney Clouden             | Neal Boushell & Sam O'Neal                   | 12. juni 2005   | 1AJN06           |
| 7 | 7     | "Deacon Stan, Jesus Man" | John Aoshima               | Nahnatchka Khan                              | 19. juni 2005   | 1AJN07           |